# Federación (Entre Ríos)
Federación is een plaats in het Argentijnse bestuurlijke gebied  Federación in de provincie  Entre Ríos. De plaats telt 13.789 inwoners.